# Castrica phalaenoides
Castrica phalaenoides là một loài bướm đêm thuộc phân họ Arctiinae, họ Erebidae.